# Писарево (Башкортостан)
Пи́сарево (баш. Писарев) — деревня в Шаранском районе Республики Башкортостан Российской Федерации. Административный центр Писаревского сельсовета.

## География

### Географическое положение
Расстояние до:
- районного центра (Шаран): 25 км,
- ближайшей ж/д станции (Туймазы): 55 км.

## Население
| 2002 | 2009 | 2010 |
| ---- | ---- | ---- |
| 327  | ↗331 | ↘288 |

### Национальный состав
Согласно переписи 2002 года, преобладающая национальность — русские (47 %).